# 加贺千代女

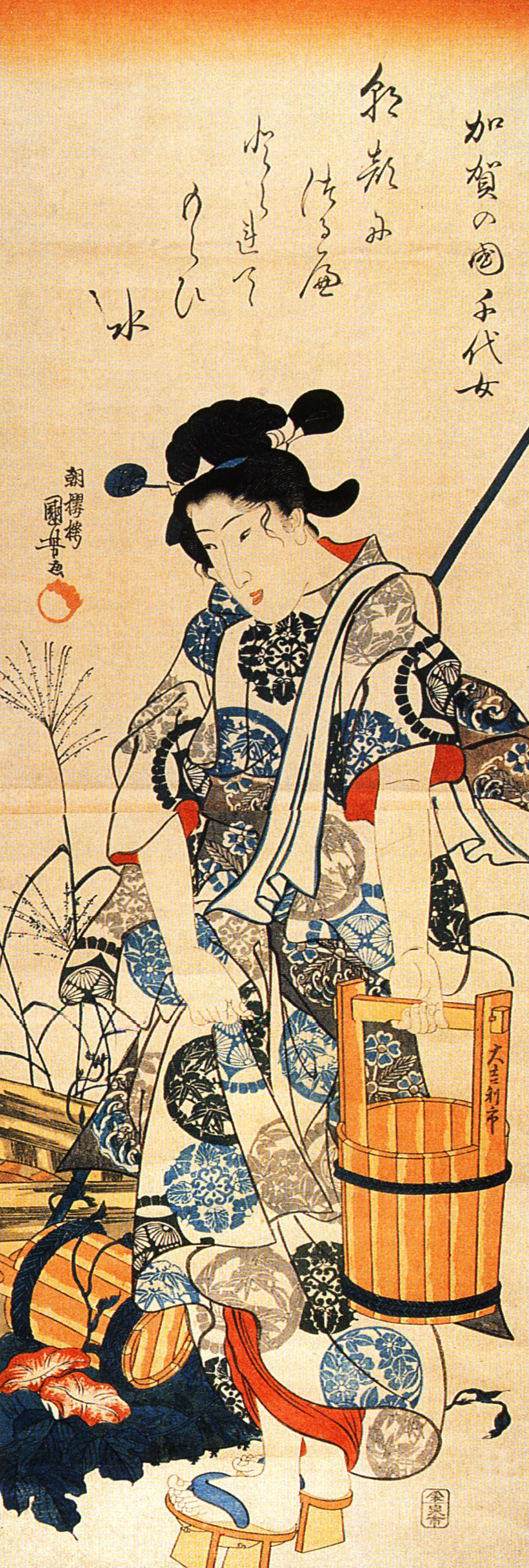
千代女站在井旁.歌川国芳为最著名俳句“牵牛花”创作的木刻插图。

加贺千代女（1703年—1775年10月2日），又称加贺之千代、千代女或千代尼，号草风。生于，是日本江户时代的著名的女俳人。

## 传记
1703年生于日本加贺国松任中町（现石川县白山市）一装裱匠兼画商家庭。千代女从小聪明，7岁开始学写俳句诗，12岁时师从诗人海岸弥左卫门；17岁时，她的诗歌就流行于日本各地，成为闻名天下的才女。她擅长歌咏大自然与爱情，诗中大多都带有凄切的伤感情调，其中不少是缅怀先夫和爱子。
千代女的老师是著名的俳圣松尾芭蕉，她坚守自己的风格，形成了对自己独特体裁。由于她留下了很多有关牵牛花的诗篇，如今，牵牛花已成为她家乡人民最喜爱的一种花卉。
加贺千代女和前田藩的武士结婚，但关于婚后的情况不详。后来，她剃发出家，法号“素園”。
她最出名的俳句：
娇艳牵牛花，

紫露晶莹萦清井，

惜花借水去。

现今，在白山市圣兴寺还保留有她生前的一些随身物品对外展览

## 诗集
千代女73岁时去世，她为后人留下了《朝颜》、《牵牛花》、《杨柳树》等1700多首不朽的诗作。主要的诗集有：
- 《四季帖》
- 《千代尼句集》
- 《松之声》

## 通俗文化
美国摇滚乐队红房子画家创作的合唱曲《蜻蜓》就是改自千代女的俳句 。